# 蔡定剑
蔡定剑（1956年10月9日—2010年11月22日），中国宪法学家，主要从事宪法、中国法制建设的理论与实践、人民代表大会与议会制度、选举制度的研究。2002年获评全国十大杰出中青年法学家。2010年11月22日因肝癌晚期在北京去世，以「宪政民主是我们这一代人的使命」一句話知名。

## 影響
「宪政民主是我们这一代人的使命」是蔡定剑去世前接受《财经》记者所說的一句話，2012年蔡定剑宪法学教育基金的颁奖典礼现场的紅色海報就印有「宪政民主是我们这一代人的使命——蔡定剑」。
不同於其他人“学而优则仕”，在2004年初，任官全国人大秘书局副局长的蔡定剑挂冠而去任中国政法大学法学院教授，當時他四十八岁。主要从事宪法、选举制度、中国法制建设、人民代表大会与议会制度的研究。
2006年，相關学术界大致有三种观点。第一种观点主張，坚持“特色”才有改革成就；第二种相反观点则認為，改革之所以能有成就，是因不断“普世化”的结果；第三种观点則認為，“特色”和“普世化”共同作用產生改革成。蔡定剑主張，如果仍坚持“特色论”和“国情论”，則不能倡导发育宪政理念及文化，也不能确立宪政的制度安排，其結果則是难以解决社会矛盾，而中國改革的成果有可能化为乌有。蔡定剑先生认为，由於中国社会的利益格局多元化，每一个人都是改革的缔造者：「基层民众的维权行动推动着社会变革。摆脱了某种生存困境而有了更加自主独立的条件，一批敢于为公共利益说话的知识分子从而产生。他们通过言论和行动影响并推动着制度的变革。独立律师的出现和草根NGO的生长正成为推动中国社会改变的力量」。

## 生平
蔡定剑毕业于北京大学法学院，获博士学位。曾任中国政法大学教授兼中国政法大学宪政研究所主任。同时兼任兼任北京大学法学院人民代表大会与议会研究中心执行主任、北京市政治管理干部学院特聘教授。并有中国法学会法理学研究会常务理事、中国法学会宪法学研究会干事、北京市法学会宪法学会常务理事等社会兼职。1986年至2003年底先后供职于全国人大常委会研究室、秘书处，任职至副局长。2004年1月始任中国政法大学教授。主要从事宪法、中国法制建设的理论与实践、人民代表大会与议会制度、选举制度的研究。2002年获评全国十大杰出中青年法学家。2010年11月22日因肝癌晚期在北京去世。

## 著作
专著：
- 《宪法精解》（2004年）
- 《中国人民代表大会制度》（1992－2005年第四版）
- 《历史与变革－新中国法制建设的历程》（1999年）
- 《国家监督制度》

主编：
- 《中国向法治30年》（2008年）
- 《中国选举状况的报告》（2003年）等

评论集：
- 《黑白圆方－法治、民主、权利、正义论集》（2003年）
- 《夜阑烛火集》（2008年）
- 《民主是一种现代生活》（2010年）[7]

## 轶事
2009年一个秋日，蔡先生已查出癌症。他开完反就业歧视记者培训会，当晚忽生游兴，建议与会者同往香山登高抒怀。登到半山，很多年轻人感觉体乏路黑，不能再登，蔡先生虽仍有意登顶，但也随大家拾级而下。在山麓一处休息时，蔡先生提议大家一起唱歌。同行者感觉这位身患绝症的迟暮之人，倒要比他们这些年轻人有更多的乐观主义精神。

## 外部連結
- 蔡定剑的博客
- 蔡定剑宪法学教育基金 新浪机构认证首页 （页面存档备份，存于）